# النادي البلاستيكي
ذا بلاستيك كلاب أو النادي البلاستيكي هو منظمة فنية نسائية تقع بمدينة فيلادلفيا بولاية بينسلفينيا. يعد ذا بلاستيك كلاب واحداً من أقدم النوادي الفنية بالولايات المتحدة الأمريكية حيث تأسس عام 1897. ويقع مقره بالمبنى 200 من شارع كاماك، حيث أن «الشارع الصغير للنوادي» واجهة ثقافية في بدايات 1900.

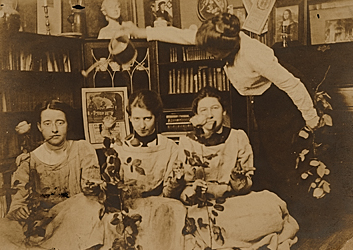